# Сімон Банза
Сімон Банза (фр. Simon Banza; нар. 13 серпня 1996, Крей) — конголезький футболіст, нападник португальського клубу «Брага» та збірної ДР Конго.
Виступав, зокрема, за клуби «Ланс» та «Трабзонспор».

## Ігрова кар'єра
Народився 13 серпня 1996 року в місті Крей. Вихованець юнацьких команд футбольних клубів «Шантії», «Льєвен» та «Ланс».
У дорослому футболі дебютував 2014 року виступами за команду «Ланс-2», в якій провів три сезони, взявши участь у 49 матчах чемпіонату. 
Своєю грою за цю команду привернув увагу представників тренерського штабу клубу «Ланс», до складу якого приєднався 2015 року. Відіграв за команду з Ланса наступні два сезони своєї ігрової кар'єри.
Згодом з 2017 по 2018 роки грав на правах оренди у складі команд ««Безьє» та «Петанж».
Влітку 2018 повернувся до клубу «Ланс-2», а згодом повернув своє місце і в головній команді «Ланс». Цього разу провів у складі його команди три сезони.  Більшість часу, проведеного у складі «Ланса», був основним гравцем атакувальної ланки команди.
31 серпня 2021 року Банза на правах оренди перейшов до клубу «Фамалікан». У дебютній грі проти «Морейренсі» 2–2 Сімон відзначився дублем. За підсумками сезону 2021–22 нападник почів сьоме місце серед найкращих бомбардирів ліги з 14-ма голами.
19 липня 2022 року Банза підписав п'ятирічний контракт з португальським клубом «Брага». 7 серпня в дебютній грі проти «Спортінга», яка завершилась внічию 3–3 відкрив лік забитим голам. Через п'ять днів він додав ще два голи проти своєї колишньої команди «Фамалікан». 4 листопада 2023 року Сімон відзначився хет-триком в переможній грі 6–1 проти клубу Портімоненсі.
13 вересня 2024 року на правах оренди перейшов до турецького клубу «Трабзонспор» до кінця сезону.

## Виступи за збірну
13 жовтня 2023 року дебютував в офіційних матчах у складі національної збірної Демократичної Республіки Конго.
У складі збірної був учасником Кубка африканських націй 2023 року у Кот-д'Івуарі.

## Родина
Сімон народився у Франції в родині вихідців з ДР Конго.
| Дата       | Місто        | Господарі     | Результат               | Гості           | Турнір                                            | Голи | Примітки |
| ---------- | ------------ | ------------- | ----------------------- | --------------- | ------------------------------------------------- | ---- | -------- |
| 13-10-2023 | Мурсія       | Нова Зеландія | 1 – 1                   | ДР Конго        | товариський матч                                  | -    | 79'      |
| 17-10-2023 | Сетубал      | Ангола        | 0 – 0                   | ДР Конго        | товариський матч                                  | -    |          |
| 19-11-2023 | Бенгазі      | Судан         | 1 – 0                   | ДР Конго        | Відбір до ЧС 2026                                 | -    | 70'      |
| 6-1-2024   | Дубай        | ДР Конго      | 0 – 0                   | Ангола          | товариський матч                                  | -    | 60'      |
| 17-1-2024  | Сан-Педро    | ДР Конго      | 1 – 1                   | Замбія          | Кубок африканських націй 2023 - груповий етап     | -    | 82'      |
| 28-1-2024  | Сан-Педро    | Єгипет        | 1 – 1 д.ч. (7 – 8 п.п.) | ДР Конго        | Кубок африканських націй 2023 - 1/8 фіналу        | -    | 65'      |
| 2-2-2024   | Абіджан      | ДР Конго      | 3 – 1                   | Гвінея          | Кубок африканських націй 2023 - чвертьфінал       | -    | 72'      |
| 7-2-2024   | Абіджан      | Кот-д'Івуар   | 1 – 0                   | ДР Конго        | Кубок африканських націй 2023 - півфінал          | -    | 69'      |
| 10-2-2024  | Абіджан      | ПАР           | 0 – 0 д.ч. (6 – 5 п.п.) | ДР Конго        | Кубок африканських націй 2023 - матч за 3-є місце | -    | 79'      |
| 15-10-2024 | Дар-ес-Салам | Танзанія      | 0 – 2                   | ДР Конго        | Відбір до Кубка африканських націй 2025           | -    | 72'      |
| 16-11-2024 | Абіджан      | Гвінея        | 1 – 0                   | ДР Конго        | Відбір до Кубка африканських націй 2025           | -    | 76'      |
| 21-3-2025  | Кіншаса      | ДР Конго      | 1 – 0                   | Південний Судан | Відбір до ЧС 2026                                 | -    | 79'      |
| 8-6-2025   | Орлеан       | ДР Конго      | 3 – 1                   | Мадагаскар      | товариський матч                                  | 2    | 77'      |
| Усього     |              | Матчів        | 13                      |                 | Голів                                             | 2    |          |

## Титули і досягнення
Клубні
- Володар Кубка португальської ліги (1):

«Брага»: 2023-24
Індивідуальні
- Прімейра-ліга найкращий гравець місяця: Серпень 2022[19]
- Прімейра-ліга найкращий нападник місяця: Серпень 2022[20]